# ألفرد بلوم
ألفرد بلوم (بالإنجليزية: Alfred Bloom)‏ هو عالم نفس أمريكي، ولد في 27 فبراير 1946.